# لوئیس وینتر
لوئیس وینتر (انگلیسی: Louise Winter؛ زادهٔ ۲۴ سپتامبر ۱۹۸۷) بازیکن فوتبال اهل دانمارک است.
از باشگاه‌هایی که در آن بازی کرده‌است می‌توان به اشاره کرد.
وی همچنین در تیم‌های ملی فوتبال Denmark women's national under-17 football team, Denmark women's national under-19 football team, Denmark women's national under-21 football team, Denmark women's national under-23 football team، و زنان دانمارک بازی کرده‌است.